# Toreros Fútbol Club
Toreros Fútbol Club, anteriormente conocido como Club Deportivo Academia Alfaro Moreno, fue un equipo de fútbol profesional ecuatoriano, originario de la ciudad de Guayaquil, antigua filial del Barcelona Sporting Club. Se desempeñaba en la Segunda Categoría de Ecuador hasta 2024.
Estaba afiliado a la Asociación de Fútbol del Guayas, hasta su retiro del torneo y posterior desaparición, el 13 de mayo del 2025, luego de que su club matriz, el Barcelona Sporting Club, haya adquirido al club tungurahuense Chacaritas Fútbol Club, perteneciente a la LigaPro Serie B, en marzo del mismo año.

## Historia
Fue fundado como Club Deportivo Academia Alfaro Moreno el 3 de febrero de 2006 por el exfutbolista argentino Carlos Alfaro Moreno. Cambió su razón social el 26 de abril de 2016 y a partir de esa fecha se conoce como Toreros Fútbol Club.
Tenía su sede principal en Guayaquil, donde su administracion se encontraba en el Parque Samanes (Canchas Alterna Barcelona SC) o en el complejo Deportivo Roberto Gilbert - Federación Deportiva del Guayas
militaba en la Segunda Categoría del Campeonato Ecuatoriano de Fútbol. Fue miembro de la Asociación de Fútbol del Guayas.

## Presidentes
- 2016 - 2020: Xavier Salem Antón
- 2020 - 2023: José Luis Nogales
- 2023 - 2024: Julio Díaz Gaitán

## Uniforme

### Uniforme titular

#### Evolución
| 2016 - 2017 | 2018 | 2019 | 2020 | 2021 | 2022 | 2023 |

### Uniforme alternativo

#### Evolución
| 2016 - 2017 | 2018 | 2019 | 2020 | 2021 | 2022 | 2023 |

### Uniforme tercero

#### Evolución
| 2020 | 2021 | 2022 | 2023 |

### Uniforme especial

#### Evolución
| 2019 |

## Estadio

### Estadio Monumental Isidro Romero Carbo (Actualidad)
El Estadio Monumental Isidro Romero Carbo, perteneciente al Barcelona Sporting Club, es el más grande escenario deportivo de Ecuador con una capacidad de 57 267 personas reglamentariamente. Se encuentra ubicado en el sector de Bellavista de la ciudad de Guayaquil, en la Av. Barcelona Sporting Club, junto a otras instalaciones del club, como la cancha alterna de entrenamiento, la sede de la directiva, entre otras. Gracias a la gestión de varias personas, incluyendo entre ellas al expresidente de la institución, Isidro Romero Carbo, y al expresidente de la república, León Febres Cordero, que aportó con un monto de 200 millones de sucres; se pudo concretar la construcción del predio deportivo.
El estadio fue inaugurado el 27 de diciembre de 1987 con un partido amistoso entre el Barcelona y el Club Atlético Peñarol de Uruguay, que en ese entonces venía de ser campeón de la Copa Libertadores y subcampeón de la Copa Intercontinental. Peñarol venció 3-1 al conjunto torero. El uruguayo Washington Aires, refuerzo torero de esa temporada, fue el autor a los 86' del primer gol de un jugador del Barcelona en ese escenario deportivo.
Posteriormente, el 26 de mayo de 1988, el conjunto canario realizó un cuadrangular amistoso por la inauguración del estadio llamado Copa Ciudad de Guayaquil, que lo disputaron el anfitrión, el Club Sport Emelec, el Fútbol Club Barcelona de España y el Club Atlético Peñarol de Uruguay. Barcelona Sporting Club jugó el primer partido del cuadrangular, en el que derrotó a su similar español por 2-1 con goles de Enrique Taberna y Hólger Quiñónez, mientras que Guillermo Amor había puesto en ventaja a los catalanes. Emelec en cambio venció a Peñarol ganándose el derecho de disputar la final del torneo frente a Barcelona Sporting Club, siendo el cuadro eléctrico el que se proclamaría ganador del torneo.
Al inicio, en los estatutos del club, el estadio fue registrado como Estadio Monumental de Barcelona, pero años después, por decisión del directorio encabezado por Isidro Romero, el nombre fue cambiado a Estadio Monumental Isidro Romero Carbo.
La capacidad del estadio aumentó a 57 267 espectadores tras una etapa de ampliación entre 1993 y 1994. En el año 2007, gracias a la gestión del Ec. Eduardo Maruri, en ese entonces presidente del club, junto con el departamento de mercadeo, registraron un contrato con Banco Pichincha para que este establecimiento tenga como nombre comercial Estadio Monumental Banco Pichincha.

## Datos del club

### Resumen estadístico
| Competición                  | Part | PJ  | PG | PE | PP | GF  | GC | DG   | PTS | Mejor resultado            |
| ---------------------------- | ---- | --- | -- | -- | -- | --- | -- | ---- | --- | -------------------------- |
| Torneos nacionales           |      |     |    |    |    |     |    |      |     |                            |
| Segunda Categoría de Ecuador | 5    | 52  | 24 | 17 | 11 | 103 | 34 | +69  | 89  | Cuadrangulares Semifinales |
| Copa Ecuador                 | 1    | 5   | 3  | 1  | 1  | 3   | 2  | +1   | 10  |                            |
| Torneos provinciales         |      |     |    |    |    |     |    |      |     |                            |
| Segunda Categoría del Guayas | 6    | 77  | 47 | 20 | 10 | 196 | 44 | +152 | 161 | Campeón                    |
| Total                        | 12   | 134 | 74 | 38 | 22 | 303 | 80 | +223 | 260 | 4 títulos                  |

## Palmarés

### Torneos provinciales
| Competición                               | Títulos                       | Subcampeonatos |
| ----------------------------------------- | ----------------------------- | -------------- |
| Segunda Categoría del Guayas (5/2)        | 2012, 2013, 2014, 2016, 2018. | 2007, 2021.    |
| Segunda Categoría del Guayas Sub-17 (0/2) |                               | 2017, 2018.    |

### Torneos amistosos
- Campeón de Copa Nelson Muñoz (1): 2018.